# Hans-Georg Kräusslich

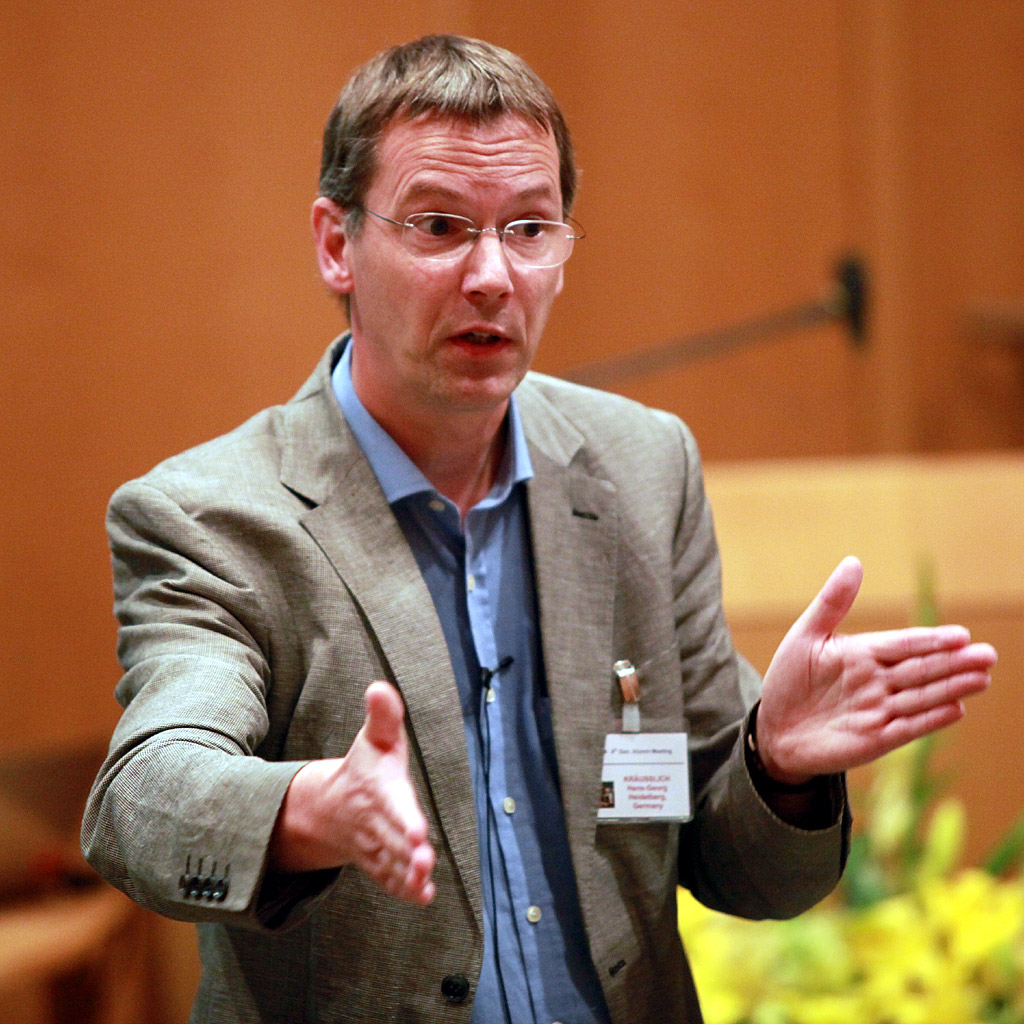
Hans-Georg Kräusslich (2010)

Hans-Georg Kräusslich (* 11. Februar 1958 in Passau) ist ein deutscher Virologe.

## Leben
Hans-Georg Kräusslich studierte Medizin an der LMU München und wurde 1985 promoviert. Danach ging er als Postdoc in die Arbeitsgruppe von Eckard Wimmer an die State University of New York at Stony Brook und etablierte 1989 seine eigene Gruppe zur Morphogenese und Replikation von HIV am Deutschen Krebsforschungszentrum in Heidelberg. 1995 wurde er als Professor an das Heinrich-Pette-Institut in Hamburg (ein Institut der Leibniz-Gesellschaft) berufen, dessen Direktor er von 1996 bis 1999 war. Seit 2000 ist Kräusslich Leiter der Virologie am Universitätsklinikum Heidelberg und seit 2003 Direktor des Instituts für Infektiologie. Er ist Vorstandsvorsitzender des Deutschen Zentrums für Infektionsforschung (DZIF, seit 2019), Koordinator des Exzellenzclusters CellNetworks (2006–2019), sowie Sprecher des DFG-Sonderforschungsbereichs 1129. Kräusslich ist Mitglied des BioQuant Gründungsdirektoriums und gemeinsam mit Wolfgang Schluchter Gründungsdirektor des Marsilius-Kollegs der Universität Heidelberg (Amtszeit 2008–2014).
Hans-Georg Kräusslich ist gewähltes Mitglied der Heidelberger Akademie der Wissenschaften (Sekretar der Naturwissenschaftlichen Klasse 2015–2019). Am 22. Juli 2023 wurde er zu deren neuem Präsidenten gewählt (Amtszeit: Oktober 2023–September 2026). In dieser Position folgt Kräusslich dem Heidelberger Historiker Bernd Schneidmüller.

## Arbeitsgebiet
Das Arbeitsgebiet von Kräusslich umfasst die Molekulare Virologie und die zellulären Vorgänge bei Virusinfektionen. Virus-Wirt-Interaktionen, insbesondere nach Infektion mit dem HI-Virus, sind ein Schwerpunkt seiner Arbeiten.

## Preise und Ehrungen
Hans-Georg Kräusslich ist Mitglied der Nationalen Akademie der Wissenschaften Leopoldina. Er hat mehrere wissenschaftliche Preise erhalten und wurde mit der Goldenen Medaille der Karls-Universität Prag und der Mendel-Medaille der Tschechischen Akademie der Wissenschaften ausgezeichnet. 2022 erhielt er die Staufermedaille in Gold vom Ministerpräsidenten Winfried Kretschmann.
Auf Vorschlag der baden-württembergischen Landtagsfraktion von Bündnis 90/Die Grünen wurde Kräusslich zum Mitglied der 17. Bundesversammlung gewählt.

## Veröffentlichungen (Auswahl)
Hans-Georg Kräusslich ist Autor oder Co-Autor von über 200 wissenschaftlichen Veröffentlichungen. Er hat laut Google Scholar einen h-Index von 95 (Stand Januar 2024).